# 189202 Calar Alto
189202 Calar Alto este un asteroid din centura principală de asteroizi.

## Descriere
189202 Calar Alto este un asteroid din centura principală de asteroizi. A fost descoperit pe 17 septembrie 2003 la Heppenheim de Felix Hormuth. Asteroidul prezintă o orbită caracterizată de o semiaxă mare de 3,21 ua, o excentricitate de 0,07 și o înclinație de 16,6° în raport cu ecliptica.